# ぬるぽ放送局
ぬるぽ放送局は、はいてない.comで毎週金曜日にイオシスが配信しているインターネットラジオ番組。正式名称は「NLP ぬるぽ放送局」。はいてない.comおよび前身の「イオシスウェブラジオ」誕生以来放送されている番組である。

## 番組内容
基本的に、リスナーの投稿（ふつおた：普通のおたより）を元にパーソナリティーがトークを膨らませるという形をとる。投稿の内容は非常に多岐にわたっており、イオシスのCD・イベントの感想や、リスナーの身の上話など様々である。
また、エンディングでは、イオシス商品の発売情報、メンバー出演情報、今後の予定などを告知する。
2004年11月10日に第1回放送開始。2024年11月8日に、第1000回放送を達成、同年12月27日に第1007回まで配信されている。
第25回までは不定期放送、第26回～第137回まで水曜日配信、第138回～第446回まで火曜日配信、第447回以降金曜日配信となっている。第293回から、配信前日に生放送による「公開収録」を行っている。「公開収録」では、番外編として収録前後に1時間程度の雑談等が行われている。派生番組として、野球に特化した「SPNLP すぽぬるぽ」がある。
本放送の収録時間は放送開始時点では10分程度であったが、投稿コーナーの開始により収録時間が延びる傾向となり、現在は60分～120分程度に収まっている。なお、最長は第210回の2時間27分33秒、最短は第53回の3分52秒である。ただし、出典記録には残っていないが、特番として「ぬるぽ特番 2006年大晦日放送」の6時間45分があった。
過去は事前収録した音声をMP3形式にてポッドキャストとして公開していたが、第293回の公開生収録開始以降、現在ではYoutube Live（過去にはTwitch, ニコニコ生放送とUstream、Fresh.TVなどでも放送）で同時に公開収録した音声をポッドキャストとして公開している。また、Youtubeには公開収録のアーカイブが動画として残されてある。
Soundcloudにて第303回以降がすべて無料配信・ダウンロードできるが、放送開始～第302回および特番等については、はいてない.com内からzip形式で一括ダウンロード可能。
過去番組含めてすべて無料で配信しているが、有償版として音源を高音質(120kbps)でリマスターした「ぬるぽ放送局詰め合わせCD」がある。

### 主なテーマソング
BGMおよびイオシスの作曲家陣が作曲した曲等を用いている。これらは、Youtube内にて聴取可能のほか、使用動画をYoutubeやニコニコ動画にアップすることを条件に「BGM/SE素材」として提供している。以下はその一例である。
- イオちゃんオープニングテーマ（イオシスの生放送番組共通オープニング）
- イオシスヒルバラのテーマ（イオシスの生放送番組共通オープニング）
- Theme of NLP（ぬるぽ放送局オープニングソング）
- eet（放送開始当時のコーナーBGM兼Aパートテーマソング）
- ぬるぽの歌（過去のBパートテーマソング）
- 夢のテーマ（夢のコーナー専用BGM）
- カノン（みつをた専用BGM）
- Ferewell of NLP（ぬるぽ放送局エンディングテーマ）
- 本日は生放送日和（公開収録エンディング）

## 現在のメインパーソナリティ
- たくや（イオシスメンバー）
- 夕野ヨシミ（しゃちょう）（イオシスメンバー）

ほかにも、「（イオシスのオフィスに）いたから」という理由でゲスト（主に作曲メンバー）が出演することがよくある。

## 過去によく出演していた人物
- はかせ（イオシスメンバー、開始時期より300回台後半までメインパーソナリティであった。現在は不定期出演。）
- tsZ
- D.watt
- 龍波しゅういち
- コバヤシユウヤ（void）（イオシス作曲メンバー）
- まろん（イオシス作曲メンバー）

ほかにも、イオシスのメンバーなどがよく出演していた。

## 現在のコーナー

### オープニング
オープニング、Aパート、パワープレイ、Bパート、エンディングで構成されている。
ぬるぽ川柳
月毎に川柳のテーマを発表し、そのテーマにのっとった川柳を投稿するコーナー。川柳は、投稿者名とともにオープニングに紹介された。放送開始後第70回ごろから開始されたが、一度廃止。第550回頃より第600回頃まで復活し、その後も不定期に復活している。
オープニングの朗読コーナー
リスナーからの投稿があったときにのみ、オープニング前に実施される。リスナーが「農業・医学・軍事などといった分野の専門用語」や「ニッチな商品や道具」などについて、その解説も含めて投稿する。これをオープニングのタイトルコール前（ふつおたとして番組中に紹介される場合もある）に朗読し、その内容やパーソナリティ独自の見解・補足事項などについて、タイトルコール後にパーソナリティやゲストがトークをする。（通常のタイトルコール前の枠はメンバーの身の上話が多い）

### Aパート
イベント報告
Aパートで行われる。イベントの感想や、メンバーによる遠征の感想などを報告する。
ふつおた
リスナーからの「普通のおたより」を読むコーナー。ぬるぽ放送局の中核をなす。また、このコーナーへの投稿から新しいコーナーが生まれることもある。

### Bパート
夢のコーナー
Bパートの後半に行われる。276回初出の長寿コーナー。リスナーが見た、睡眠中の夢について投稿する。投稿の内容について「その夢の内容に関して独自の単位」をつけて、百点満点中何点か、パーソナリティ（夕野ヨシミ）が判定する。原則、点数が合計百点をオーバーした場合、その回の夢のコーナーは終了する。かつては、本当に夢に見たものなのか疑わしいとパーソナリティーが判断した場合は、それが夢かどうかパーソナリティー（主にはかせ）の主観による判定がなされることもある。2018年頃より夢の評価は省略されることが多い。
コーナーの性質上、1つの投稿にかける時間が長く、1回の放送で読まれる投稿も限られることから投稿が備蓄されやすく、2年前の投稿を紹介する場合もある。そのため、パーソナリティが多忙や出張などで公開収録ができない場合、オープニング・エンディング等を省略して夢のコーナーだけを事前収録した「夢スペシャル」を放送することもある。（例：第726回、第749回など）
みつをた
投稿があった際にBパートの後半で行われる。詩人・相田みつを風のポエムを投稿し、カノンに併せて朗読するもの。以前の「はかせの心の窓」（後述）のスピンオフとなっている。
うそおた
エイプリルフール近辺で年1回募集される。明らかに嘘なものから、きわどいものまで、内容が「嘘」であることを踏まえて募集される。
ぬるぽ流行語大賞
年度末にリスナーから、その年のぬるぽ放送局で話題になったフレーズ等を募集し、パーソナリティー（主にはかせ、夕野）の主観によって決定される。

## 過去に存在したコーナー
変態段位認定皆伝
リスナーが自身の性的趣向や趣味を投稿し、パーソナリティからその性的趣向などについて判定を受けるコーナー。判定は10級〜9級〜…〜1級〜1段〜…〜9段というように上がっていく。各リスナーの投稿内容や段位については、リスナーが独自に編集したWikiに掲載されている。
おもしろ探検隊
リスナーが、インターネット上で見つけた面白そうなコンテンツをパーソナリティーに紹介するコーナー。パーソナリティーはそのコンテンツについて説明をしたり、感想を述べたりする。コーナー名は、お笑いコンビのレギュラーのネタのパロディである。
某(なにがし)っていいとも！
パーソナリティーがテーマを掲示し、そのテーマに該当するリスナーが投稿するコーナー。各テーマごとに該当リスナー1人が目標とされた。たとえば、テーマが「次回の放送までにプロ野球の試合を観に行った人」であれば、プロ野球の試合を観に行ったリスナーがその旨を投稿する。笑っていいとも!のx/100アンケートのパロディである。
あぶおた
「危ないお便り」の略。社会通念上あまり読まれるべきではない内容（武器、宗教、犯罪など）についての投稿を紹介するコーナー。パーソナリティーが読むべきではないと判断した場合は、「このお便りは読めません」と言って、お便りを読まないことがある。なお今でも突発的に行われることがある。また、放送出来ない「あぶおた」が一定数集まった場合、ライブハウスで「あぶおた」をまとめて読み上げる「あぶおた祭り」と呼ばれるイベントも実施されている。なお、「あぶおた祭り」については収録等は行われない。
４７都道府県おたより完全制覇
放送時に都道府県を一つ指定され、その次の放送の際に、該当する都道府県に居住するリスナーが投稿するコーナー。
300回記念企画コーナー
ぬるぽ放送局300回記念に関して行う企画を（実現不能なものも含めて）リスナーから募るコーナー。その採用基準については、サイコロを2個振り、6のゾロ目（途中から6にかかわらず、ゾロ目に変更）になれば採用、というものだった。
はかせの心の窓
はかせがレギュラー出演しなくなった以降に開始。はかせが日々心に浮かんだことについて、G線上のアリアに併せ、ポエム形式で朗読するもの。放送に併せて毎回東京にいるはかせから、収録音源が札幌のイオシス本社に送られてきていた。その後、リスナーからの投稿による「心の窓」も読まれるようになった。先述の「みつをた」に発展する形で終了。
豆のコーナー
豆科の植物や加工食品、豆や大豆加工食品を活用した料理について「オープニングの朗読コーナー」形式で投稿するもの。
クイズコーナー
Bコーナーで行われる。リスナーから送られてきたクイズに夕野ヨシミが「面白おかしく」答えてボケるコーナー。回答の際、エコー等をかけて声を変えて実施する。また、真面目に答える、ゲストとしてやってきたはかせに答えさせるなど、変化球に富んでいる。
イオシュラン
札幌近郊および、遠方の同人誌即売会会場周辺のグルメ情報を投稿し、その情報だけで星がいくつかを判定する。ミシュランガイドのパロディである。
おねがいしてないランキング
Bパートの前半に行われる。リスナーが任意のランキングを作って投稿するコーナー。お願い!ランキングのパロディである。内容は「あいうえお作文になるようなランキング」や、「特定の順位が〇〇になるランキング」をお題として指定され、リスナーが任意のランキングを作り、ランキング名を添えて投稿する。「自由部門」として、これらの制約にかからないランキングも投稿可能。
2019年現在、キーワードにあったランキング（あいうえお作文や、ランキング名にキーワードを用いる等）を行っている。

## その他
- 外部ゲストが登場した時、「好きなみそ汁の具」を聞くのが恒例となっている。
- 新年初放送のオープニングは、『ポンポロ』（宮城道雄「春の海」のアレンジ）をオープニングで流す。
- リスナーへのプレゼント企画として、「ゴミプレ（ゴミプレゼント）」を不定期的に実施している。これはイオシス事務所内の整理等で発生した、旧作品や粗品、不要となった私物等、いわゆる「ゴミ」をプレゼント企画として提供していたことに由来する。同人即売会出展の際の遠征地域のお土産等もプレゼント企画に出ることもある。

## 関連項
- イオシス